# 妇好墓

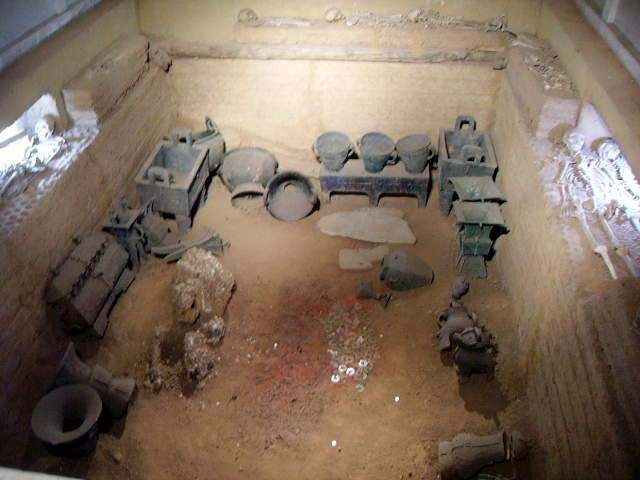
妇好墓

妇好墓，即殷墟五号墓，是一個商代后期的贵族墓葬。由考古學家郑振香、陈志达等，於1976年，在河南省安阳市小屯村西北，殷墟宗庙宫殿区附近发掘出土。

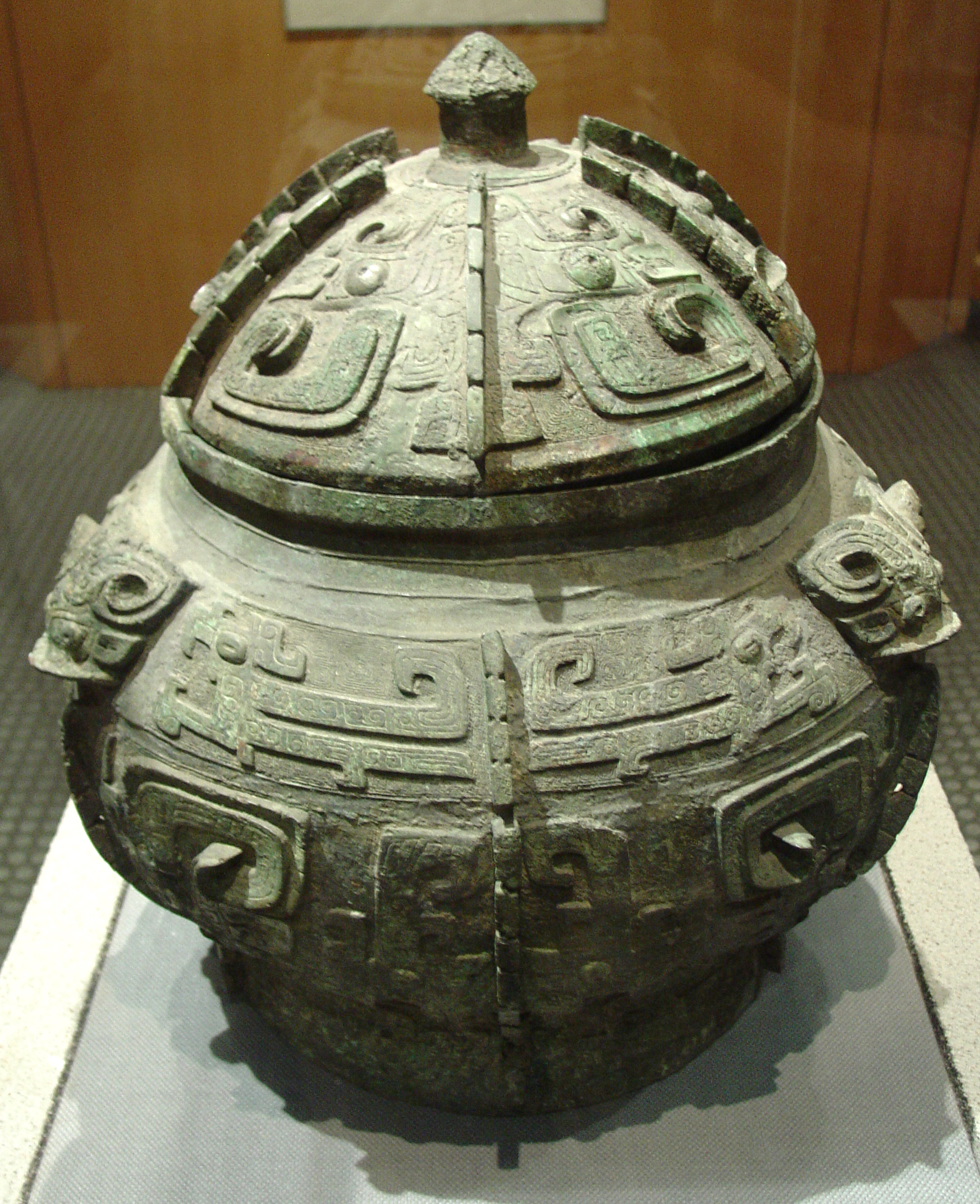
婦好瓿

由於妇好墓是殷墟发掘五十年来，唯一保存完整，未经扰动的王室墓葬，也是目前唯一能够跟历史文献和甲骨文联系起来，并进而推定具体墓主的殷代墓葬，因此对了解商代后期（约当公元前十二世纪前半叶）的历史文化考古研究，有著重要的学术价值。

## 发现经过
1975年冬天，中国农村兴起“农业学大寨”的热潮，学大寨的重要举措之一就是平整土地。
村西北约100米，大约高出村庄80米左右的小岗成为了村民决定平整的对象，岗地形状类似三角型，东窄西宽，约一万多平方米。由于众所周知，小岗村一带是殷墟的重要遗址，因此中国社会科学院考古研究所安阳工作站决定对小岗进行钻探，从11月20日开始钻探，很快发觉小岗是一个重大的历史遗址。
1976年春季，此项考古发掘工作正式由考古學家郑振香、陈志达接手管理。5月16日，由工人何保国使用探铲在8米深处正式发现墓葬。
经测量，墓口长5.6米，宽4米，深8米，为一座面积约20平方米的竖穴墓。

## 墓主
根据其形制和铜器铭文中“妇好”和“司母辛”所佔的重要地位，一般认为死者应是甲骨文所载商王武丁“诸妇”（嫔妃）之一的妇好，即祖庚、祖甲的母辈“母辛”，也是历史上第一位女将军。

## 藏品

婦好鴞尊

该墓是一竖穴墓，基口长5.6米、宽4米、深约8米，面积不大，仅为20多平方米，但却从中出土了大量陪葬品，共计1928件，有许多是前所未见得艺术珍品，有青铜器、玉器、宝石器、象牙器、骨器、蚌器等。其中，玉器共755件，大部分為佩帶玉飾，是商代墓葬中，是玉器出土最多、最集中的，而且都有很高的工艺水平，各种立体或浮雕的人像和动物像，還有神話中的龍、鳳，形态逼真，栩栩如生。
藏品中，青铜器佔468件，样式很多，有不少纹饰华丽的大件器物，以礼器和武器为主。礼器有炊器、食器、酒器、水器等。有“妇好”铭文的鸮尊、盉、小方鼎各一对，司母辛铭文的大方鼎、四足觥各一对。尤以三聯甗、偶方彝造型最为奇特。
墓中还有6000多枚贝壳，1枚阿拉伯绶贝（阿文綬貝）和2枚红螺毂。
墓中也找到第一次完整出土的象牙环，制作得十分精细。
墓中的葬具为木椁和漆棺，椁室长5米，宽3.5米，高1.3米，椁盖上覆有彩绘织品，发现时墓主人的尸骨已经腐蚀无存。

## 殉葬
16名殉人和6條殉狗。

## 保护
目前，墓上建有科学复原「妇好享堂」。「享堂」是妇好过世后，武丁为祭祀在其墓上修建的宗庙建筑。妇好的庙号为“母辛”，享堂在甲骨卜辞中称为“母辛宗”。享堂前立有汉白玉製妇好雕像，雕像中的妇好手持她生前所使用的龙纹大铜钺。

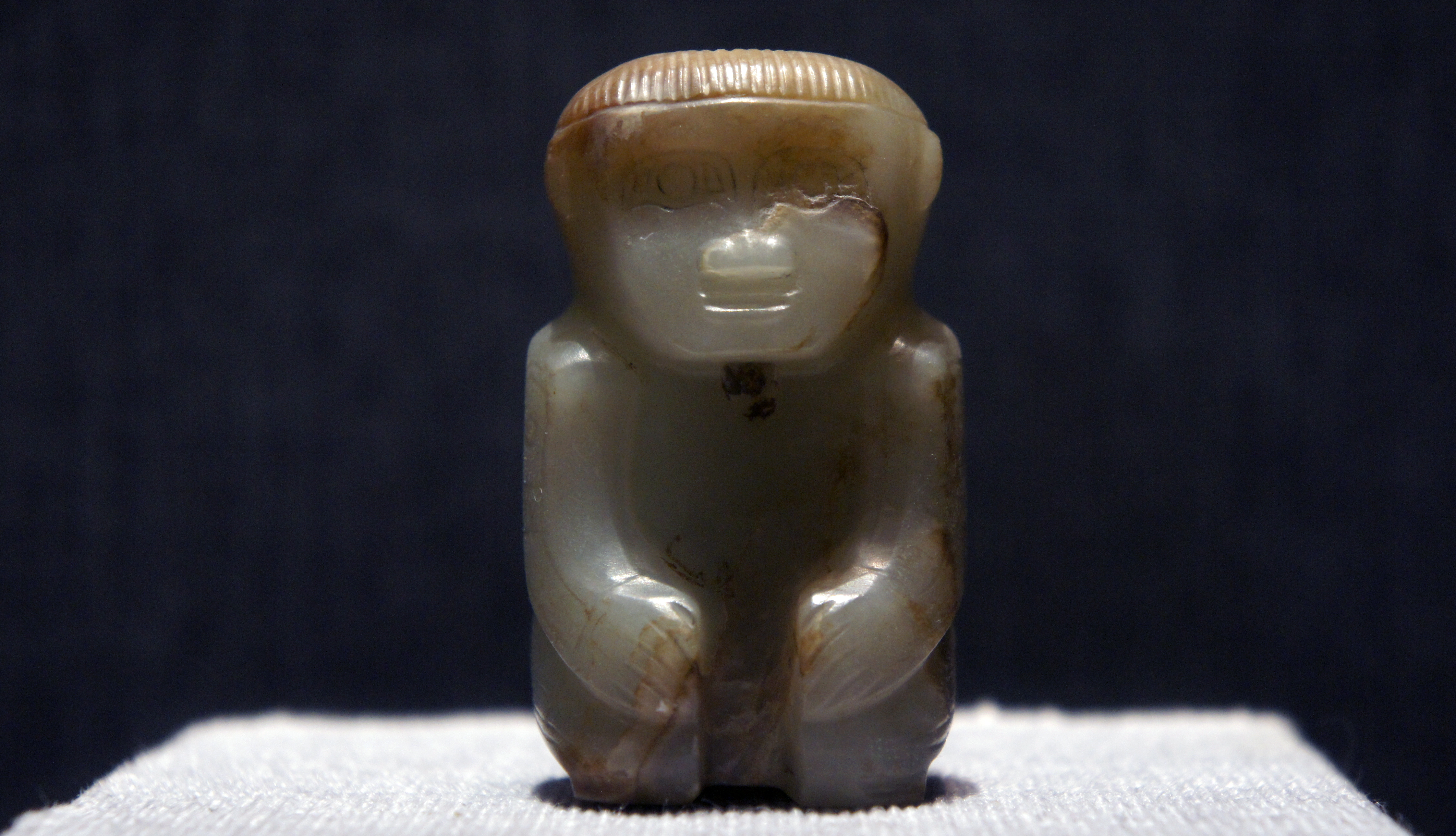
新疆玉製品